# 第十一世敏林赤钦
第十一世敏林赤钦（1930年藏历元月十五日—2008年藏历正月初三），法号赤钦晋美昆桑旺嘉（藏語：སྨིན་གླིང་ཁྲི་ཆེན་འཇིགས་མེད་ཀུན་བཟང་དབང་རྒྱལ，威利转写：smin gling khri chen vjigs med kun bzang dbang rgyal），也被信众称为“睡觉法王”，藏传佛教宁玛派敏珠林寺的世袭法座持有者，1959年离开西藏，1976年称为印度台拉登敏珠林寺的首领。

## 生平
藏历十六绕迥第三年阴土蛇年（公历1930年）元月十五日，赤钦晋美昆桑旺嘉出生，父母是第十世敏林赤钦晋美敦珠旺嘉和佛母达瓦卓玛。曾从自己父亲，以及敏林堪钦仁波切、敏令秋吉仁波切、雪谦冉将仁波切等高僧处接受佛法教育，并曾领受灌顶、传承和教导。其根本上师是宗萨钦哲确吉洛珠。
父亲第十世敏林赤钦圆寂后，昆桑旺嘉开始承担敏珠林寺法座持有者的责任，但因1959年藏区骚乱的影响，一直未进行坐床仪式。1959年，昆桑旺嘉离开西藏前往不丹，在不丹停留一段时间后前往印度，并在印度与敦珠仁波切共同生活。1962年，敦珠仁波切和顶果钦哲仁波切在印度东北部西孟加拉邦大吉岭县卡林邦的赞多帕里寺为昆桑旺嘉主持第十一世敏林赤钦的正式坐床典礼。
1965年，第九世敏林堪千等人在印度西北部的北安查尔邦（今北阿坎德邦）台拉登创建流亡的敏珠林寺。1976年，第十一世敏林赤钦前往台拉登并成为该寺的领导。
2008年藏历正月初三晚间七点，第十一世敏林赤钦圆寂。